# 二瓶卓郎
二瓶 卓郎（にへい たくろう、1983年1月26日 - ）は、日本の空手家。栃木県出身。作新学院高等学校、帝京大学卒。

## 主な成績
- 2006年

第18回世界空手道選手権:組み手70kg級3位
ドーハアジア大会:組み手70kg級3位
- 2007年

第8回アジア空手道選手権:組み手65kg級3位
- 2008年

第19回世界空手道選手権:組み手65kg級3位